# Wilhelm von Siemens

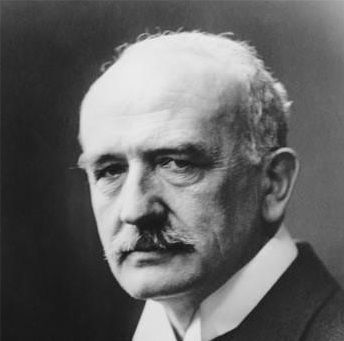
Wilhelm von Siemens (1855–1919)

Georg Wilhelm von Siemens, född 30 juli 1855 i Berlin, död 14 oktober 1919 i Arosa, var en tysk industrialist. Han var son till Werner von Siemens och tjänstgjorde som chef för Siemens-koncernen 1890-1919.
Wilhelm von Siemens tog tillsammans med sin bror Arnold von Siemens över Siemens-koncernen 1890 då deras far Werner von Siemens drog sig tillbaka. Bröderna ledde koncernen tillsammans med sin farbror Carl von Siemens. Wilhelm von Siemens var dock den som blev utnämnd till företagets chef efter fadern.